# L'erba cattiva
 L'erba cattiva  hizo debut en el 5er lugar en el ranking italiano del álbum

## Lista de canciones
Sulla luna
2:01
Cashwoman
2:45
Parole di ghiaccio
3:43
Dietro front
3:06
Come un pitbull
3:38
Ognuno per sé
L'erba cattiva
3:49
Cocktailz feat. G. Soave & Duellz
3:26
Nice Pic – 3:05 (Giambelli – Giambelli, Zanotto)
Nei guai (feat. Tormento) – 3:10 (Giambelli, Cellamaro – Dagani, Zangirolami)
Giusto o sbagliato – 3:09 (Giambelli – Dagani, Erba, Zangirolami)
Il mondo dei grandi (feat. Marracash) – 3:46 (Giambelli, Rizzo – Dagani, Erba, Zangirolami)
Tutto quello che ho (feat. Fabio de Martino) – 4:38 (Giambelli, De Martino – Dagani, Lo Iacono, Zangirolami)
Bonus track
Il peggiore – 3:37 (Giambelli – Dagani, Erba)
Di.enne.a – 4:15 (Giambelli, Zanotto)
Gold version
È meglio così – 3:32
Chissà se – 3:32
Il king – 2:56
Più rispetto (feat. Bassi Maestro) – 3:24

## Clasificación
| Clasificación (2012) | Posición máxima |
| -------------------- | --------------- |
| Italia               | 4               |